# Podobenství o jeskyni

Podobenství o jeskyni

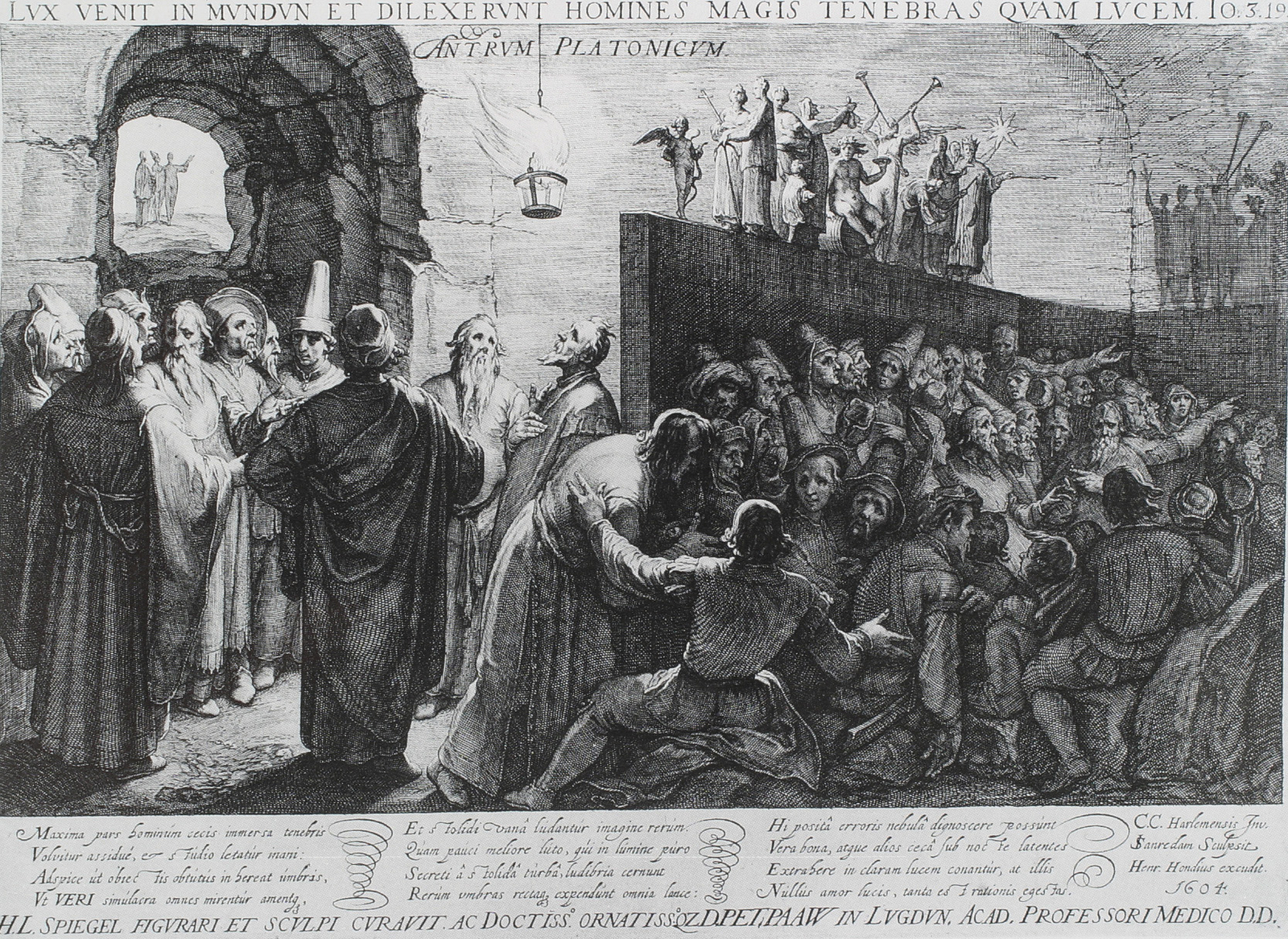
Platónovo podobenství o jeskyni, Jan Saenredam, podle Cornelise van Haarlem, 1604, Albertina, Vídeň

Podobenství o jeskyni (také mýtus o jeskyni) je obsaženo v Platónově díle Ústava (514a-520a), kde slouží ke srovnání "vlivu vzdělání (παιδεία) a jeho nedostatku na naši přirozenost". Podobenství je uvedeno jako dialog mezi Platónovým bratrem Glaukónem a jeho učitelem Sókratem, jak ho vypráví Sókratés. Podobenství o jeskyni následuje za podobenstvím o slunci (508b–509c) a podobenstvím o dělení úsečky (509d–511e). Všechna tři podobenství jsou uvedena do vztahu k dialektice na konci Knihy VII a VIII (531d–534e).
Platónův Sókratés tu popisuje skupinu lidí přikovaných po celý život řetězy ke stěně jeskyně, takže mohou vidět pouze prázdnou stěnu proti nim. Tito lidé mohou pozorovat pouze stíny vrhané na prázdnou stěnu ohněm za nimi. Pro uvězněné lidi představují tyto stíny jedinou skutečnost, kterou jsou schopni vnímat. Sókratés následně vysvětluje, že se filosof podobá vězni, který se osvobodil z jeskyně a pochopil, že stíny na zdi nejsou skutečné, protože nyní může vnímat pravou povahu skutečnosti a nikoli jen její stíny, jako ostatní vězni.
Sókratés poznamenává, že toto podobenství musí být chápáno v souvislosti s předchozími podobenstvími, konkrétně s podobenstvím o slunci a podobenstvím o dělení úsečky. Především říká, že naše vnímání okolního světa "se podobá žalářnímu příbytku, kdežto světlo ohně, planoucího uvnitř, síle slunce; budeš-li výstup a pohled na předměty nahoře pokládat za vzestup duše do prostoru poznatelného myslí, potom ovšem dospěješ zcela určitě k mé domněnce" (517b).

## Souhrn

### Uvěznění v jeskyni
Na začátku Sókratés žádá Glaukóna, aby si představil skupinu lidí, kteří jsou od svého narození uvězněni v jakési podzemní sluji, jež má dlouhou chodbu, vedoucí vzhůru ke světlu. Tito vězni jsou přikováni řetězy tak, že se nemohou hýbat a jsou nucení hledět pouze na stěnu před sebou. Nemohou tedy vidět zbytek jeskyně, sebe navzájem ani sebe samotné (514a–b). Za vězni hoří oheň, přičemž mezi ohněm a vězni je vyvýšená cesta lemovaná nízkou zídkou, za níž chodí lidé, kteří nosí různé věci nebo loutky "podoby lidí i zvířat z kamene i ze dřeva i všelijak vyrobené" (514b). Pouze tyto věci vyčnívají nad zídku, takže vězni vidí pouze stíny těchto předmětů a nikoli však stíny lidí, kteří je nesou. Scénu Sókratés přirovnává ke kejklířskému představení stínového divadla. Vězni vidí jen stíny vržené na stěnu před nimi a slyší jen zvuky odražené od stěny, takže se mylně domnívají, že je vydávají samy stíny. (514c)
| „                                               | Vězňové však vidí toliko matné stíny vrhané ohněm na protější stěnu jeskyně a neznajíce skutečných věcí, považují právě tyto stíny za jedinou, pravou skutečnost. | “ |
| — Ivo Tretera: Nástin dějin evropského myšlení. | |   |

Sókratés říká, že pro tyto vězně představují stíny celou jejich skutečnost, protože nikdy neviděli nic jiného. Neuvědomují si, že to, co vidí, jsou jen stíny předmětů před ohněm, tím méně pak, že tyto předměty znázorňují skutečné věci existující venku mimo jeskyni (514b-515a).

### Únik z jeskyně

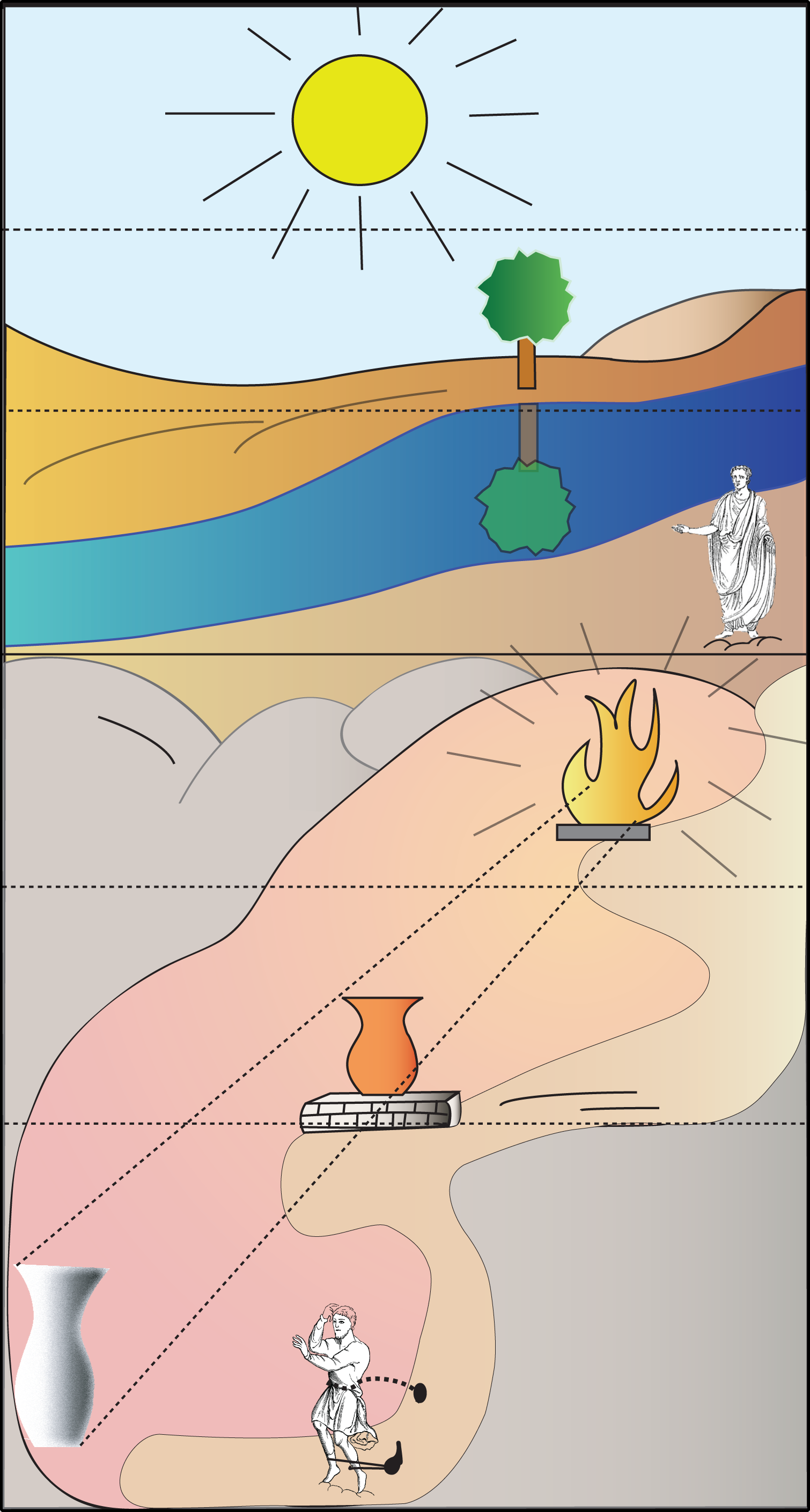
Podobenství o jeskyni. Vlevo (shora dolů): Slunce; Přirozené věci; Stíny přirozených věcí; oheň; Umělé věci; Stíny umělých věcí; Úroveň alegoričnosti.
Vpravo (shora dolů): Idea Dobra; Ideje; Matematické objekty; Světlo; Tvorové a věci; Obraz; Podobenství o slunci a Podobenství o dělení úsečky

Platón pak předpokládá, že je jeden vězeň osvobozen, je přinucen se otočit a tak uvidí oheň. Světlo ho oslní, bolí ho z něj oči a je proto pro něj těžké vidět samotné předměty vrhající stíny. Když je mu řečeno, že to, co předtím viděl, není skutečné, protože skutečné jsou věci, které se nyní snaží uvidět, nebude tomu věřit. Ve svém utrpení, pokračuje Platón, se osvobozený vězeň odvrátí a bude se chtít vrátit k tomu, co byl zvyklý vídat, tedy ke stínům věcí. Platón píše: "...že by ho bolely oči a že by se obracel a utíkal k tomu, nač se dovede dívat, a měl by za to, že toto je vskutku zřetelnější, než co se mu ukazuje." (515e)
Platón pokračuje: "Kdyby pak jej někdo odtamtud násilím vlekl tím drsným a příkrým východem a dřív by ho nepustil, až by ho vyvlekl na sluneční světlo..." (515e), vězeň by tím trpěl a vzpouzel by se a situace by se jen zhoršila, až by přímé sluneční světlo oslepilo jeho oči. Sluneční světlo tu zastupuje novou skutečnost a vědění, které osvobozený vězeň zakouší.
Jeho oči pozvolna přivykají slunečnímu světlu. Nejprve je schopen rozeznat stíny. Posléze dovede rozeznat odrazy lidí a věcí na vodní hladině a ještě později lidi a věci samotné. Nakonec je schopen celou noc hledět na hvězdy a měsíc, až je konečně schopen uvidět slunce samotné (516a). Jedině potom, když je schopen se dívat přímo do slunce, je schopen o něm usuzovat a poznat jeho význam. (Viz Podobenství o slunci na konci šesté knihy Ústavy.)

### Návrat do jeskyně
Platón pokračuje tvrzením, že osvobozený vězeň bude považovat skutečný svět za hodnotnější než svět vnímaný v jeskyni. "Bude sám sebe považovat za šťastného pro tu změnu, oněch pak by litoval" (516c) a bude se snažit přivést své druhy z jeskyně také ven do slunečního světla.
Po návratu nebude osvobozený vězeň v jeskyni schopen nic vidět, protože jeho oči již přivykly slunečnímu světlu, obdobně, jako tomu bylo, když poprvé vyšel z jeskyně (516e). Ostatní vězni podle Sókrata usoudí, že oslepení navrátivšího se vězně svědčí o tom, že cesta ven z jeskyně je nebezpečná a budou odmítat ji také podstoupit. Sókratés uzavírá, že ostatní vězní, pokud by to bylo možné, se pokusí zabít každého, kdo by se pokoušel je vyvléci ven z jeskyně (517a).

## Témata z podobenství jinde v Platónově díle
Podobenství o jeskyni má zřejmě vztah k Platónově teorii idejí, podle které ideje, a nikoli smyslově vnímatelný materiální svět, představuje nejvyšší a základní úroveň skutečnosti. Jen vědění o idejích představuje skutečné vědění, čili to, co Sókratés považuje za "skutečné dobro". Sókratés poučuje Glaukóna, že se nejvýtečnější lidé musejí řídit nejvyšší ze všech nauk, tedy poznáním Dobra o sobě. Ti, kdo vystoupili na tuto nejvyšší úroveň, na ní nicméně nesmějí zůstat, ale musejí se vrátit do jeskyně, aby sdíleli s ostatními vězni jejich úděl.
Platónův dialog Faidón obsahuje představy podobné podobenství o jeskyni. Filosof poznává, že před tím, než se stal filosofem, byla jeho duše "skutečným vězněm těsně připoutaným k tělu... a že místo zkoumání skutečnosti o sobě a v sobě je přinucena hledět ven skrze mříže vězení."

## Vědecká diskuse
Vědci uvažují o možné interpretaci podobenství o jeskyni buď z epistemologického pohledu – tedy z pohledu otázky, jak se Platón domnívá, že dosahujeme poznání věcí – nebo z pohledu politického. Ačkoli existují vědci, jejichž interpretace kombinuje obě tyto uvedené a jiní, jejichž perspektiva je úplně odlišná, nejčastěji bývá diskutováno hledisko epistemologické a politické. Tato hlediska původně pocházejí od Richarda Lewise Nettleshipa and A.S. Fergusona.. Nattleship interpretuje podobenství o jeskyni jako podobenství o lidské nevědomosti a lidech neschopných nebo neochotných hledat pravdu a moudrost. Na druhou stranu Ferguson zakládá svoji interpretaci na popisu způsobů, jimiž vládci bez silného filosofického zázemí manipulují lidskou společnost.

## Historický význam
Témata a představy z Platónovy jeskyně se objevovaly v dějinách západního myšlení a kultury. Některé z příkladů:
- Kniha evolučního biologa Jeremy Griffitha A Species In Denial obsahuje kapitolu "Deciphering Plato’s Cave Allegory" (rozluštění Platónova podobenství o jeskyni).[7]
- Filmy The Matrix, Dark City a City of Ember znázorňují situaci Platónova podobenství o jeskyni.[8]
- O písni 'The Cave' od Mumford & Sons se má za to, že je inspirovaná podobenstvím o jeskyni.[9]
- Kniha a film "Room," od autorky Emmy Donoghue, byl inspirován Platónovým podobenstvím o jeskyni.[10]
- Seriál "1899" také pracuje s tématem podobenství o jeskyni